# Pałac w Wynohradiwie
Pałac w Wynohradiwie – wybudowany w 1399 r. w Wynohradiwie przez Perényich; przebudowany w stylu barokowym. 

## Historia
Baron Perényi decyduje się wybudować pałac w mieście, w pobliżu zamku, z którego w sytuacji awaryjnej można przejść do bardziej strategicznych i bezpieczniejszych miejsc. Aby to zrobić, wybrał istniejący pałac, który został zbudowany w XIV wieku. Pałac  pierwotnie był jednopiętrowy, tylko w XVII wieku dobudowano dwie baszty na rogach. Obiekt ma piękną centralną fasadę a w elewacji relief herbu rodowego w kształcie rynny. Pierwsze piętro zostało wykorzystane na potrzeb gospodarstwa domowego.